# Cristina Motta
Cristina Motta Chavarro (Oporapa, Huila; 15 de septiembre de 2005) es una futbolista colombiana juega como defensa en el Independiente Santa Fe Femenino de la Liga Profesional Femenina, ha sido internacional con la Selección Colombia femenina en las categorías Sub-20 y Sub-17.

## Trayectoria

### Inicios
Cristina nació en el municipio de Oporapa, llamado popularmente como la Serranía de las Minas. Allá empezó a fundamentar y tecnificar el juego en canchas de arena y, como muchas otras futbolistas, comenzó su entrenamiento con niños, siendo la única mujer, en un pequeño club que la recibió y le dio las primeras bases.
Luego de un año paso al club Utrahuilca en el municipio de La Argentina, su papá tenía que hacer enormes esfuerzos para llevarla hasta dicho municipio.
A los 13 años, Cristina quería ser parte de la selección Colombia y tuvo que pasar por varios peldaños para lograrlo. Primero tuvo que jugar fútbol sala tras ser aceptada en el Club Dicono de Chía, Cundinamarca, por el profesor Miller Rojas.
Gracias a su disciplina y trabajo esmerado, al poco tiempo fue llamada a integrar la nómina profesional del equipo femenino Fortaleza, quien le abrió el camino para llegar a la Selección Colombia Sub-17. Finalmente, fue convocada por el director técnico Carlos Paniagua para representar al país en el Sudamericano de la Conmebol del 2022. Y allí, la Selección Colombia Femenina logró clasificarse al mundial en India.

### Boyacá Chicó
En año 2023 paso al Boyacá Chicó Femenino, en el club ajedrezado tendría una breve pero importante participación.

### Santa Fe
Después de su breve paso por el Boyacá Chicó, sería fichada por el Independiente Santa Fe Femenino, club donde juega hasta la actualidad y donde alcanzó a llegar hasta la final de la Liga Profesional Femenina 2024 perdiéndola contra el Deportivo Cali Femenino.

## Participaciones internacionales

### Participaciones en Campeonatos Sudamericanos
| Competición                          | Sede    | Resultado    |
| ------------------------------------ | ------- | ------------ |
| Sudamericano Femenino Sub-17 de 2022 | Uruguay | Subcampeona  |
| Sudamericano Femenino Sub-20 de 2024 | Ecuador | Tercer lugar |

### Participaciones en Copa del mundo
| Competición                                    | Sede     | Resultado        |
| ---------------------------------------------- | -------- | ---------------- |
| Copa Mundial Femenina de Fútbol Sub-17 de 2022 | India    | Subcampeona      |
| Copa Mundial Femenina de Fútbol Sub-20 de 2024 | Colombia | Cuartos de final |